# Gregor von Feinaigle
Gregor von Feinaigle (1760, Luxemburg - 1819, Dublin) a fost un monah german, devenit celebru datorită perfecționării codului mnemotehnic numeral-fonetic imaginat de matematicianul francez Pierre Hérigone.